# (34263) 2000 QV121
2000 QV121 (asteroide 34263) é um asteroide da cintura principal. Possui uma excentricidade de 0.11018110 e uma inclinação de 9.54995º.
Este asteroide foi descoberto no dia 25 de agosto de 2000 por LINEAR em Socorro.